# Hollsvattnet
Hollsvattnet är en by i Luleå kommun vid sjön med samma namn, lite under 5 kilometer nordost om Klöverträsk, 21 kilometer öster om Älvsbyn samt 21 kilometer sydväst om Boden.
Hollsvattnet utsågs till Årets by 2011 i Luleå kommun.